# Volta a Cataluña 1997
La Volta a Cataluña de 1997 fue la 77.ª edición de la Volta a Cataluña. Se disputó en 8 etapas del 19 al 26 de junio de 1997 con un total de 1.167,5 km. El vencedor final fue el aragonés Fernando Escartín del equipo Kelme por ante Ángel Luis Casero del Banesto y Mikel Zarrabeitia de la ONCE.
La primera etapa estaba dividiva en dos sector, uno de ruta y la otra contrarreloj.
Escartín ganó la carrera, que seguramente era la más importante de su carrera, gracias al hecho de no perder tiempo a las contrarrelojes ni a la ascensión a la Estación de Pal. Chris Boardman no pudo defender su liderato a la llegada del alta montaña. Pàvel Tonkov, uno de los favoritos a priori quedó quinto además de un minuto del ciclista de Biescas.

## Etapas
| Etapa | Fecha       | Ciudades de etapa                      | km    | Vencedor de la etapa | Líder de la general  |
| ----- | ----------- | -------------------------------------- | ----- | -------------------- | -------------------- |
| 1.ª A | 19 de junio | Vilaseca – La Pineda                   | 71,9  | Ján Svorada          | Ján Svorada          |
| 1.ª B | 19 de junio | Port Aventura – La Pineda (CRI)        | 7,8   | Christopher Boardman | Christopher Boardman |
| 2.ª   | 20 de junio | Port Aventura – Lérida                 | 163,0 | Ján Svorada          | Christopher Boardman |
| 3.ª   | 21 de junio | Borjas Blancas – Manresa               | 186,7 | Serguei Outschakov   | Christopher Boardman |
| 4.ª   | 22 de junio | San Juan Despí – Barcelona             | 129,7 | Ján Svorada          | Christopher Boardman |
| 5.ª   | 23 de junio | Vich - Vich (CRI)                      | 22,1  | Christopher Boardman | Christopher Boardman |
| 6.ª   | 24 de junio | Casa Tarradellas (Vich) – Playa de Aro | 160,7 | Fernando Escartín    | Christopher Boardman |
| 7.ª   | 25 de junio | Gerona – Estación de Pal               | 237,0 | Bo Hamburger         | Fernando Escartín    |
| 8.ª   | 26 de junio | Andorra la Vieja – Andorra la Vieja    | 188,6 | Serguei Outschakov   | Fernando Escartín    |

### 1.ª etapa
19-06-1997: Vilaseca – La Pineda, 71,9 km.:
|   | Ciclista           | Equipo    | Tiempo     |
| - | ------------------ | --------- | ---------- |
| 1 | Ján Svorada        | Mapei     | 1h 57' 23" |
| 2 | Federico Colonna   | Asics-CGA | m. t.      |
| 3 | Frédéric Moncassin | GAN       | m. t.      |

|   | Ciclista           | Equipo    | Tiempo     |
| - | ------------------ | --------- | ---------- |
| 1 | Ján Svorada        | Mapei     | 1h 57' 23" |
| 2 | Federico Colonna   | Asics-CGA | m. t.      |
| 3 | Frédéric Moncassin | GAN       | m. t.      |

### 1.ª etapa B
19-06-1997: Port Aventura – La Pineda, 7,8 km. (CRI):
|   | Ciclista             | Equipo  | Tiempo |
| - | -------------------- | ------- | ------ |
| 1 | Christopher Boardman | GAN     | 8' 42" |
| 2 | Ángel Luis Casero    | Banesto | + 12"  |
| 3 | Aitor Garmendia      | ONCE    | m. t.  |

|   | Ciclista             | Equipo  | Tiempo     |
| - | -------------------- | ------- | ---------- |
| 1 | Christopher Boardman | GAN     | 2h 06' 05" |
| 2 | Ángel Luis Casero    | Banesto | + 12"      |
| 3 | Aitor Garmendia      | ONCE    | m. t.      |

### 2.ª etapa
20-06-1997: Port Aventura – Lérida, 163,0 km.:
|   | Ciclista           | Equipo    | Tiempo     |
| - | ------------------ | --------- | ---------- |
| 1 | Ján Svorada        | Mapei     | 4h 01' 01" |
| 2 | Frédéric Moncassin | GAN       | m. t.      |
| 3 | Federico Colonna   | Asics-CGA | m. t.      |

|   | Ciclista             | Equipo  | Tiempo     |
| - | -------------------- | ------- | ---------- |
| 1 | Christopher Boardman | GAN     | 6h 07' 06" |
| 2 | Ángel Luis Casero    | Banesto | + 12"      |
| 3 | Aitor Garmendia      | ONCE    | m. t.      |

### 3.ª etapa
21-06-1997: Borjas Blancas – Manresa, 186,7 km.:
|   | Ciclista           | Equipo     | Tiempo     |
| - | ------------------ | ---------- | ---------- |
| 1 | Serguei Outschakov | Team Polti | 5h 00' 56" |
| 2 | Peter Van Petegem  | TVM        | m. t.      |
| 3 | Ángel Luis Casero  | Banesto    | m. t.      |

|   | Ciclista             | Equipo  | Tiempo      |
| - | -------------------- | ------- | ----------- |
| 1 | Christopher Boardman | GAN     | 11h 08' 02" |
| 2 | Ángel Luis Casero    | Banesto | + 12"       |
| 3 | Fernando Escartín    | Kelme   | + 23"       |

### 4.ª etapa
22-06-1997: Sant Joan Despí - Barcelona, 129,7 km.:
|   | Ciclista           | Equipo    | Tiempo     |
| - | ------------------ | --------- | ---------- |
| 1 | Ján Svorada        | Mapei     | 3h 26' 24" |
| 2 | Federico Colonna   | Asics-CGA | m. t.      |
| 3 | Frédéric Moncassin | GAN       | m. t.      |

|   | Ciclista             | Equipo  | Tiempo      |
| - | -------------------- | ------- | ----------- |
| 1 | Christopher Boardman | GAN     | 14h 34' 26" |
| 2 | Ángel Luis Casero    | Banesto | + 12"       |
| 3 | Fernando Escartín    | Kelme   | + 23"       |

### 5.ª etapa
23-06-1997: Vich – Vich, 22,1 km. (CRI):
|   | Ciclista               | Equipo | Tiempo  |
| - | ---------------------- | ------ | ------- |
| 1 | Christopher Boardman   | GAN    | 25' 17" |
| 2 | Aitor Garmendia        | ONCE   | + 46"   |
| 3 | Alberto Leanizbarrutia | ONCE   | + 51"   |

|   | Ciclista               | Equipo  | Tiempo      |
| - | ---------------------- | ------- | ----------- |
| 1 | Christopher Boardman   | GAN     | 14h 59' 43" |
| 2 | Ángel Luis Casero      | Banesto | + 01' 10"   |
| 3 | Alberto Leanizbarrutia | ONCE    | + 01' 24"   |

### 6.ª etapa
24-06-1997: Casa Tarradellas (Vich) – Playa de Aro, 160,7 km.:
|   | Ciclista             | Equipo          | Tiempo     |
| - | -------------------- | --------------- | ---------- |
| 1 | Fernando Escartín    | Kelme           | 4h 01' 40" |
| 2 | Daniel Clavero       | Estepona-Toscaf | + 8"       |
| 3 | Christopher Boardman | GAN             | + 9"       |

|   | Ciclista             | Equipo  | Tiempo      |
| - | -------------------- | ------- | ----------- |
| 1 | Christopher Boardman | GAN     | 19h 01' 32" |
| 2 | Fernando Escartín    | Kelme   | + 01' 36"   |
| 3 | Ángel Luis Casero    | Banesto | + 01' 38"   |

### 7.ª etapa
25-06-1997: Gerona – Estación de Palo, 237,0 km.:
|   | Ciclista          | Equipo          | Tiempo     |
| - | ----------------- | --------------- | ---------- |
| 1 | Bo Hamburger      | TVM             | 7h 02' 22" |
| 2 | Daniel Clavero    | Estepona-Toscaf | + 8"       |
| 3 | Mikel Zarrabeitia | ONCE            | + 11"      |

|   | Ciclista          | Equipo  | Tiempo      |
| - | ----------------- | ------- | ----------- |
| 1 | Fernando Escartín | Kelme   | 26h 05' 59" |
| 2 | Ángel Luis Casero | Banesto | + 02"       |
| 3 | Mikel Zarrabeitia | ONCE    | + 26"       |

### 8.ª etapa
26-06-1997: Andorra la Vieja – Andorra la Vieja, 188,6 km.:
|   | Ciclista           | Equipo     | Tiempo     |
| - | ------------------ | ---------- | ---------- |
| 1 | Serguei Outschakov | Team Polti | 5h 07' 47" |
| 2 | Henk Vogels        | GAN        | m. t.      |
| 3 | Frédéric Moncassin | GAN        | + 3"       |

|   | Ciclista          | Equipo  | Tiempo      |
| - | ----------------- | ------- | ----------- |
| 1 | Fernando Escartín | Kelme   | 31h 13' 49" |
| 2 | Ángel Luis Casero | Banesto | + 02"       |
| 3 | Mikel Zarrabeitia | ONCE    | + 26"       |

## Clasificación General
|    | Ciclista             | Equipo          | Tiempo      |
| -- | -------------------- | --------------- | ----------- |
|    | Fernando Escartín    | Kelme           | 31h 13' 49" |
| 2  | Ángel Luis Casero    | Banesto         | + 2"        |
| 3  | Mikel Zarrabeitia    | ONCE            | + 26"       |
| 4  | Daniel Clavero       | Estepona-Toscaf | + 53"       |
| 5  | Pavel Tonkov         | Mapei           | + 1' 04"    |
| 6  | Armand de Las Cuevas | Banesto         | + 1' 19"    |
| 7  | Bo Hamburger         | TVM             | + 1' 30"    |
| 8  | César Solaun         | Euskadi         | + 2' 07"    |
| 9  | Marino Alonso        | Banesto         | + 2' 35"    |
| 10 | Orlando Rodrigues    | Banesto         | + 2' 52"    |

## Clasificación de la montaña
|   | Ciclista            | Equipo            | Puntos |
| - | ------------------- | ----------------- | ------ |
| 1 | Héctor Iván Palacio | Colflavia Telecom | 38     |
| 2 | Fernando Escartín   | Kelme             | 31     |
| 3 | Ángel Luis Casero   | Banesto           | 28     |

## Clasificación de las Metas volantes
|   | Ciclista           | Equipo               | Puntos |
| - | ------------------ | -------------------- | ------ |
| 1 | Eleuterio Anguita  | Estepona-Toscaf      | 22     |
| 2 | Mirko Crepaldi     | Team Polti           | 13     |
| 3 | José Daniel Bernal | Petróleo de Colombia | 12     |

## Mejor Equipo
|   | Equipo  | Nacionalidad | Tiempo      |
| - | ------- | ------------ | ----------- |
| 1 | Banesto | España       | 93h 44' 55" |
| 2 | ONCE    | España       | + 9' 43"    |
| 3 | Mapei   | Italia       | + 10' 46"   |